# هوشتکا
هوشتکا (به چکی: Hoštka) یک منطقهٔ مسکونی در جمهوری چک است که در ناحیه لیتومیریتسه واقع شده‌است.
 هوشتکا  ۱٬۵۵۸ نفر جمعیت دارد.